# Frankenstraße 47 (Stralsund)
Das Haus mit der postalischen Adresse Frankenstraße 47 ist ein unter Denkmalschutz stehendes Gebäude in der Frankenstraße in Stralsund.

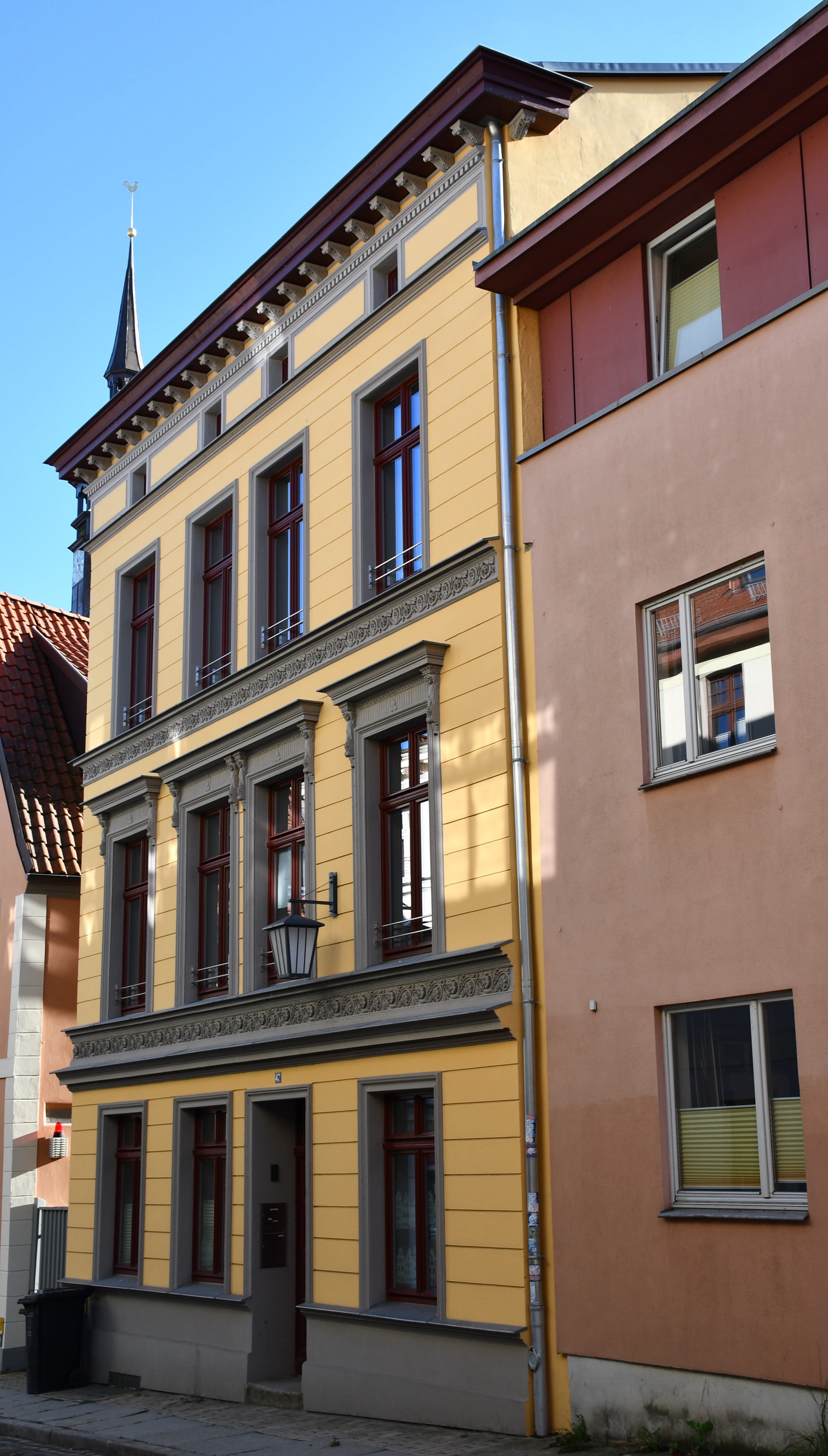
Das Haus Frankenstraße 47 Stralsund (2023)

Das dreigeschossige und vierachsige Gebäude wurde um die Mitte des 19. Jahrhunderts errichtet.
Die Fassade war mit Gurtgesimsen, einem Rankenfries über dem Erdgeschoss und einem auf Konsolen ruhenden Hauptgesims gestaltet.
Das Haus liegt im Kerngebiet des von der UNESCO als Weltkulturerbe anerkannten Stadtgebietes des Kulturgutes „Historische Altstädte Stralsund und Wismar“. In die Liste der Baudenkmale in Stralsund aus dem Jahr 1997 ist es mit der Nummer 242 eingetragen.